# آلوتگاما (۴)
آلوتگاما (به لاتین: Alutgama) یک منطقهٔ مسکونی در سری‌لانکا است که در ناحیه کندی واقع شده‌است.